# Begunje pri Cerknici
Begunje pri Cerknici (in italiano tra le due guerre anche Begugne, in epoca asburgica in tedesco Wigaun) è un insediamento (naselje) a nord di Circonio nel Carniola Interna-Carso regione statistica della Slovenia.
La chiesa parrocchiale nell'insediamento è dedicata a San Bartolomeo e dipende dall'arcidiocesi di Lubiana. Fu menzionata per la prima volta in documenti scritti che datano dal 1320, ma l'attuale edificio fu eretto agli inizi del XX secolo, con la sola torre campanaria del 1823, mantenendo ancora strutture originarie medievali.
C'è anche una cappella dedicata a Sant'Osvaldo di Northumbria in questo insediamento, i resti di un grande santuario di chiesa gotica che giaceva in questo sito. Affreschi della metà del XVI secolo sono visitabili nel suo esterno.